# چای‌خانه

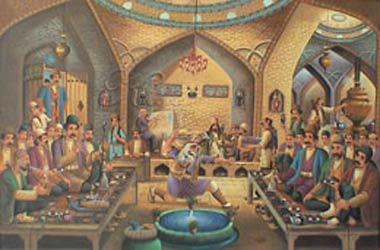
چای‌خانهٔ سنتی به سبک آذری ایرانی.

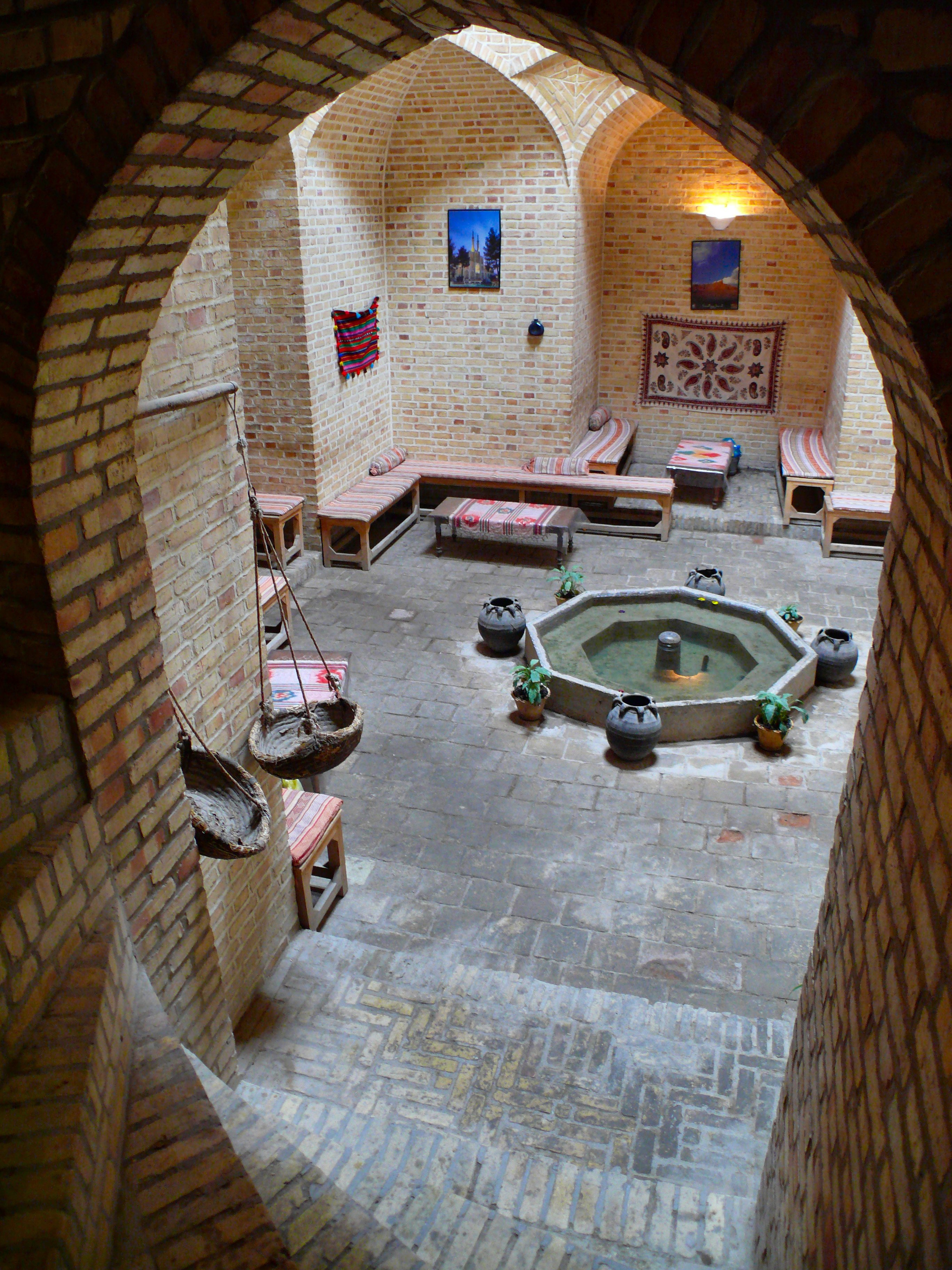
یک چایخانه قدیمی در یزد

چای‌خانه (انگلیسی: Tea house) یک مکان عمومی است که امروزه در سرتاسر جهان در اشکال گوناگون وجود دارد. چای‌خانه‌ها ریشه در تاریخ و سنت یک کشور دارند. برقراری چای‌خانه‌ها در درجه اول در خدمت چای و صرف دیگر خوراکی‌هاست. گاهی وعده غذایی نیز «چای» نامیده می‌شود. اگر چه عملکرد آن متفاوت و به‌طور گسترده‌ای بسته به فرهنگ ملل دارد، چای‌خانه‌ها اغلب به عنوان مراکز تعامل اجتماعی، مانند قهوه‌خانه‌ها و دیگر مراکز صرف غذا و نوشیدنی هستند. چای در کشورهای مختلف با مراسم گوناگون کشت و برداشت می‌شود که به عنوان فرهنگ چای نامیده می‌شود و صرف آن نیز آداب و رسوم خاص خود را دارد؛ مثلاً چایخانه‌های انگلیسی یا آمریکایی چای بعد از ظهر را با انواع کیک کوچک سرو می‌کنند.

## آسیا

### در ایران

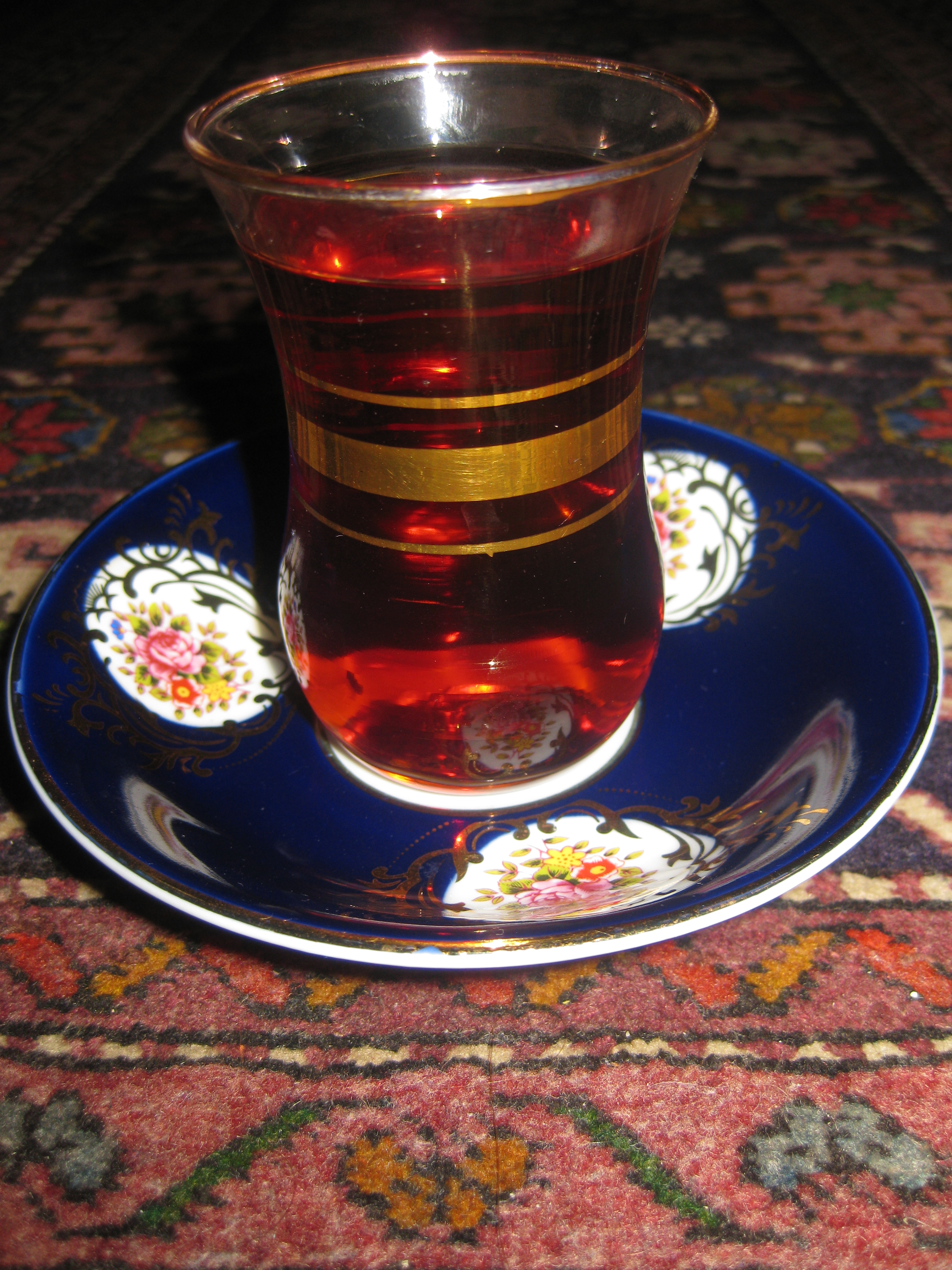
یک استکان چای، مشهور به استکانِ کمرباریک، در چای‌خانه‌ای ایرانی.

چایخانه در ایران حدود ۴۰۰ سال قدمت دارد. پیشینهٔ مصرف چای در ایران به سده هفدهم میلادی می‌رسد. جهانگردان از چایخانه‌هایی گفته‌اند که بزرگان و توانگران در آن جا جمع شده و چای می‌نوشیدند.

### ورود چای به ایران
بوتهٔ چای برای نخستین بار در چین و در حدود پنج هزار سال پیش شناخته شد که به تدریج خواص درمانی آن کشف شد. علاوه بر آن از چای برای مصارف رنگ‌آمیزی نیز استفاده می‌شده‌است.
محمدعلی، معروف به کاشف السلطنه چایکار، متولد ۱۲۴۴ خورشیدی در تربت حیدریه، که از دارالفنون و سپس از سوربن فرانسه فارغ‌التحصیل شده بود، با عنوان ژنرال کنسول ایران در سال ۱۲۷۶ خ. مأمور خدمت در هند شد. وی به عنوان سفیر ایران در هندوستان در روزگار مظفرالدین شاه قاجار اولین فرد ایرانی است که با همت والای خود و در نقش یک بازرگان فرانسوی به فراگیری شیوهٔ کاشت و مصرف در ایران و جهان پرداخت. در سال ۱۳۱۹ چای کاری به کمک و همتِ حاج محمد میرزا کاشف السطلنه برای نخستین بار در ایران آغاز شد. حاج محمدمیرزا قبل از بازگشت به ایران، مقداری تخم چای را به همراه چهار هزار گلدان چای، قهوه، تخم کنف، دارچین، فلفل، میخک، هل، انبه، گنه گنه، کافور، ریشه زردچوبه، زنجبیل و غیره تهیه کرد و در سال ۱۲۸۵ شمسی با مشکلات بسیار آنها را به ایران آورد. گفته شده که او دانه‌های چای را درون عصای خود چید و آن‌ها را وارد ایران کرد. همچنین او شهر لاهیجان را به دلیل وجود هوای مناسب برای کشت چای انتخاب کرد.

### تحول و نزول در جایگاه چای‌خانه
همان‌طور که گفته‌شد علاوه برنوشیدن چای، قهوه و غذا خوردن اموری نظیر اطلاع‌رسانی، نشر افکار و اخبار اجتماعی، اقتصادی و حتی سیاسی و نیز سرگرمی‌هایی چون مدیحه‌سرایی، نقالی، شاهنامه‌خوانی، غزل‌خوانی، سخنوری و مشاعره هم در چای‌خانه‌ها رواج پیدا کردند و این مکان به عنوان نهاد با اهمیتی از جهت فرهنگی معرفی شد.
با تغییرات فرهنگی، اجتماعی و اقتصادی جامعه به خصوص ورود رادیو و تلویزیون کم‌کم چای‌خانه‌ها را خلوت، منزوی و متروک کرد تا حدی که به سالن‌هایی کثیف و کهنه با وسایل فرسوده و مستعمل تبدیل شد و در برگیرنده روابط اجتماعی ناهنجار، برخوردهای رکیک، تجمع معتادان و بزهکاران و از آن دست شد.

### بازسازی چای‌خانه‌های تهران
برای احیاء و بازسازی این کانون‌های اجتماعی و فرهنگی، از بین ۳۷۰ چای‌خانهٔ تهران، تعدادی مناسب و آماده بازسازی تشخیص داده شد که در حال حاضر برخی از آنها با عنوان چای‌خانهٔ سنتی خدمات ارائه می‌دهند.
تعدادی از چای‌خانه‌های سنتی فعال فعلی فضاهای مناسبی برای پر کردن اوقات فراغت، به ویژه در ساعات پایانی شب می‌باشند و در آنها معماری ملی و اسلامی، هنرهای ویژهٔ چای‌خانه و قهوه‌خانه نظیر شاهنامه خوانی و نقالی معرفی می‌شوند و همچنین طبخ غذاهای سنتی و بومی به شکل مناسبی انجام می‌گیرد.